# Olmué
Olmué ist eine Stadt und Gemeinde in der Provinz Marga Marga in der Región de Valparaíso in Chile. Bei der Volkszählung im Jahr 2017 hatte sie 17.516 Einwohner. Die Gemeinde erstreckt sich über eine Fläche von 231,8 km².

## Geschichte
Olmué wurde am 14. Oktober 1893 per Dekret als Gemeinde gegründet. Ihr erster Bürgermeister war Juan Crisóstomo Toledo, der das Amt 27 Jahre lang innehatte. Im Jahr 1927 wurde Olmué der Gemeinde Limache angegliedert, erlangte jedoch am 18. Januar 1966 unter der Übernahme von Hugo Quinteros Venegas als Bürgermeister seinen Status als Gemeinde zurück.

## Bevölkerung
Laut der Volkszählung des Nationalen Statistikinstituts von 2002 hatte Olmué 14.105 Einwohner (7139 Männer und 6966 Frauen). Davon lebten 10.379 (73,6 %) in städtischen Gebieten und 3726 (26,4 %) in ländlichen Gebieten. Die Bevölkerung wuchs zwischen den Volkszählungen 1992 und 2002 um 11,9 % (1502 Personen). Im Jahr 2017 zählte man 17.516 Personen.